# Pókmajomfélék

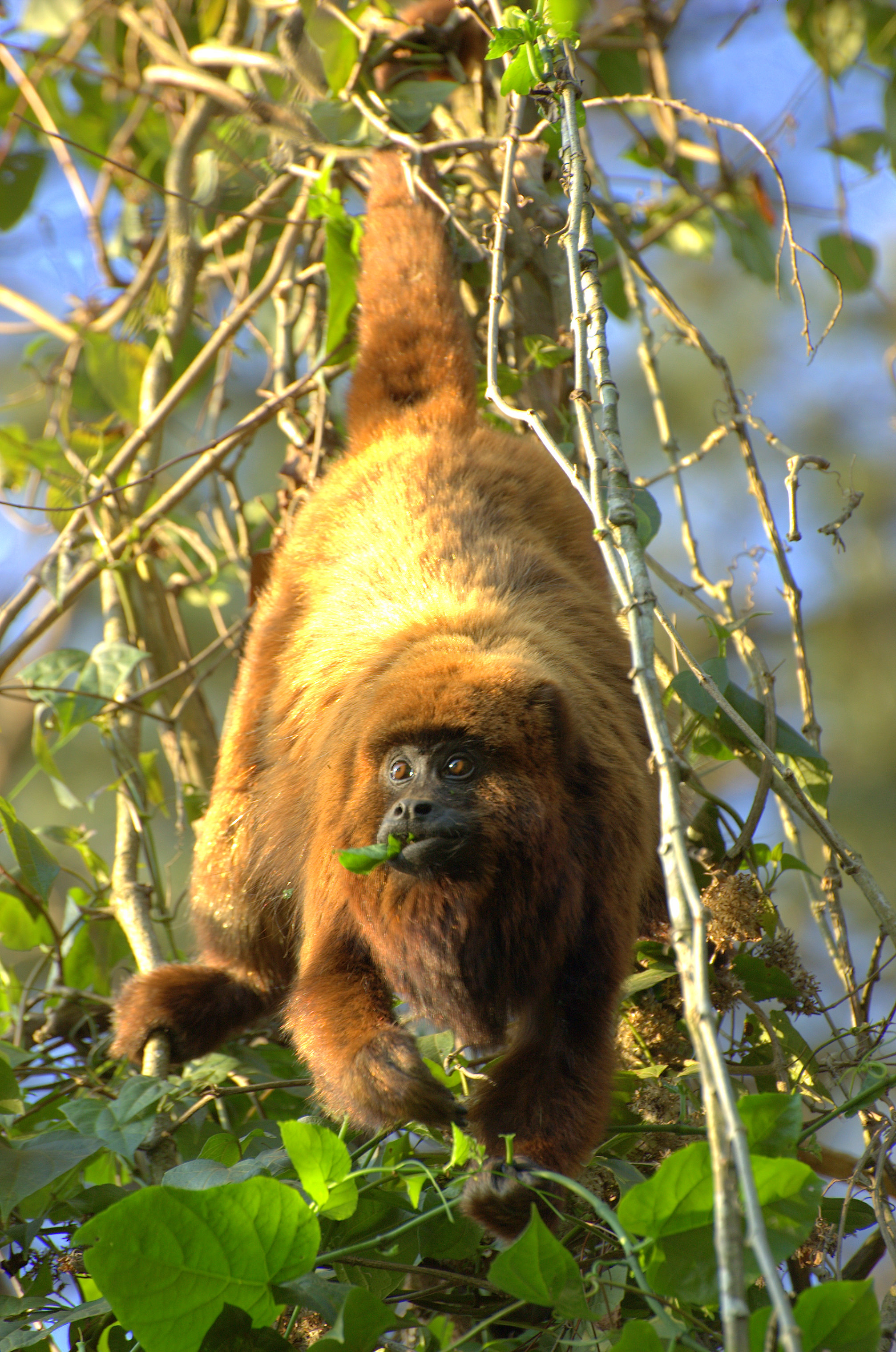
Barna bőgőmajom (Alouatta guariba)

A pókmajomfélék (Atelidae) az emlősök (Mammalia) osztályának és a főemlősök (Primates) rendjének egyik újvilági családja.

## Korábbi rendszertani besorolásuk
A régebbi rendszerbesorolások az ide tartozó fajokat a csuklyásmajomfélék (Cebidae) családjába sorolták.

## Előfordulásuk
A pókmajomfélék Közép- és Dél-Amerika erdős részein élnek. Mexikótól Észak-Argentínáig megtalálhatók.

## Megjelenésük
Ezek a majmok kis- és középméretűek, azonban az újvilági majmok között, a pókmajomfélék a legnagyobbak; 34-72 centiméteres a fej-törzs hosszuk. Három csoportjuk közül a bőgőmajmok a legnagyobbak és a pókmajmok a legkisebbek, míg a gyapjasmajmok átmenetet képeznek a két előbbi csoport között. A család legfőbb jellemzője a fogófarok, az úgynevezett „harmadik kéz”, amelynek segítségével a majmok könnyebben és biztonságosabban másznak az egyik fáról a másikra. A farok belső vagy alsó részén nincs szőrzet. A majmok ujjain és lábujjain körmök találhatók. A legtöbb fajnak sötétbarna, szürke vagy fekete a bunda színe, gyakran világosabb mintázattal. A fogak számozása a következő:
{\displaystyle {\tfrac {2.1.3.3}{2.1.3.3}}}

## Életmódjuk
A pókmajomfélék fánlakó, nappali állatok. A többségük élőhelye az esőerdő, azonban néhány bőgőmajom-faj a szárazerdőkben és az erdős szavannákon is megél. Táplálékuk főleg gyümölcsök és levelek, azonban a kisebb fajok rovarokra is vadásznak. E majomfélék, fajtól függően legfeljebb 25 fős csoportokban élnek. A csoportban egyaránt találhatók nőstények és hímek is. A bőgőmajmok esetében egy hím több nőstényen „uralkodik”, míg más fajok esetében a hímek között ranglétra jön létre.

## Szaporodásuk
180-225 napos vemhesség után, a nőstények 1, ritkán 2 kismajmot ellenek. A nőstények általában 1-3 évenként ellenek; meghatározott szaporodási időszakuk nincs.

## Rendszerezés
A családba 2  alcsaládot sorolnak

### Pókmajomformák
A pókmajomformák (Atelinae) alcsaládba 4 nem és 14 faj tartozik: 
- Ateles (É. Geoffroy Saint-Hilaire, 1806) – 7 faj
  - sárgáshomlokú pókmajom (Ateles belzebuth)
  - feketeképű pókmajom (Ateles chamek)
  - barnafejű pókmajom (Ateles fusciceps)
  - Geoffroy-pókmajom vagy ékes pókmajom (Ateles geoffroyi)
  - barna pókmajom (Ateles hybridus)
  - fehérképű pókmajom (Ateles marginatus)
  - fekete pókmajom (Ateles paniscus)

- Brachyteles (Spix, 1823) – 2 faj
  - gyapjas pókmajom (Brachyteles arachnoides)
  - északi gyapjasmajom (Brachyteles hypoxanthus)

- Lagothrix (É. Geoffroy Saint-Hilaire, 1812) – 4 faj
  - szürke gyapjasmajom (Lagothrix lagotricha)
  - barna gyapjasmajom (Lagothrix cana)
  - kolumbiai gyapjasmajom (Lagothrix lugens)
  - ezüstös gyapjasmajom (Lagothrix poeppingii)

- Oreonax  (Thomas, 1927) – 1 faj
  - sárgafarkú gyapjasmajom (Oreonax flavicauda) vagy (Lagothrix flavicauda)

### Bőgőmajomformák
A bőgőmajomformák (Alouattinae) alcsaládba 1 nem és 10 faj tartozik:
- Alouatta  (Lacépède, 1799)
  - vöröskezű bőgőmajom (Alouatta belzebul)
  - fekete bőgőmajom (Alouatta caraya)
  - Coiba-bőgőmajom (Alouatta coibensis)
  - barna bőgőmajom (Alouatta fusca vagy Alouatta guariba)
  - mellényes bőgőmajom (Alouatta palliata)
  - mexikói bőgőmajom (Alouatta pigra)
  - vörös bőgőmajom (Alouatta seniculus)
  - Alouatta sara
  - Alouatta macconnelli
  - Alouatta nigerrima

## Képek

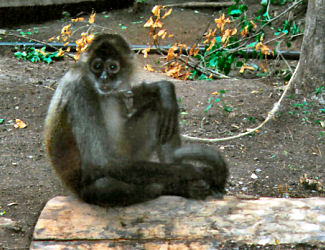
Geoffroy-pókmajom (Ateles geoffroyi)
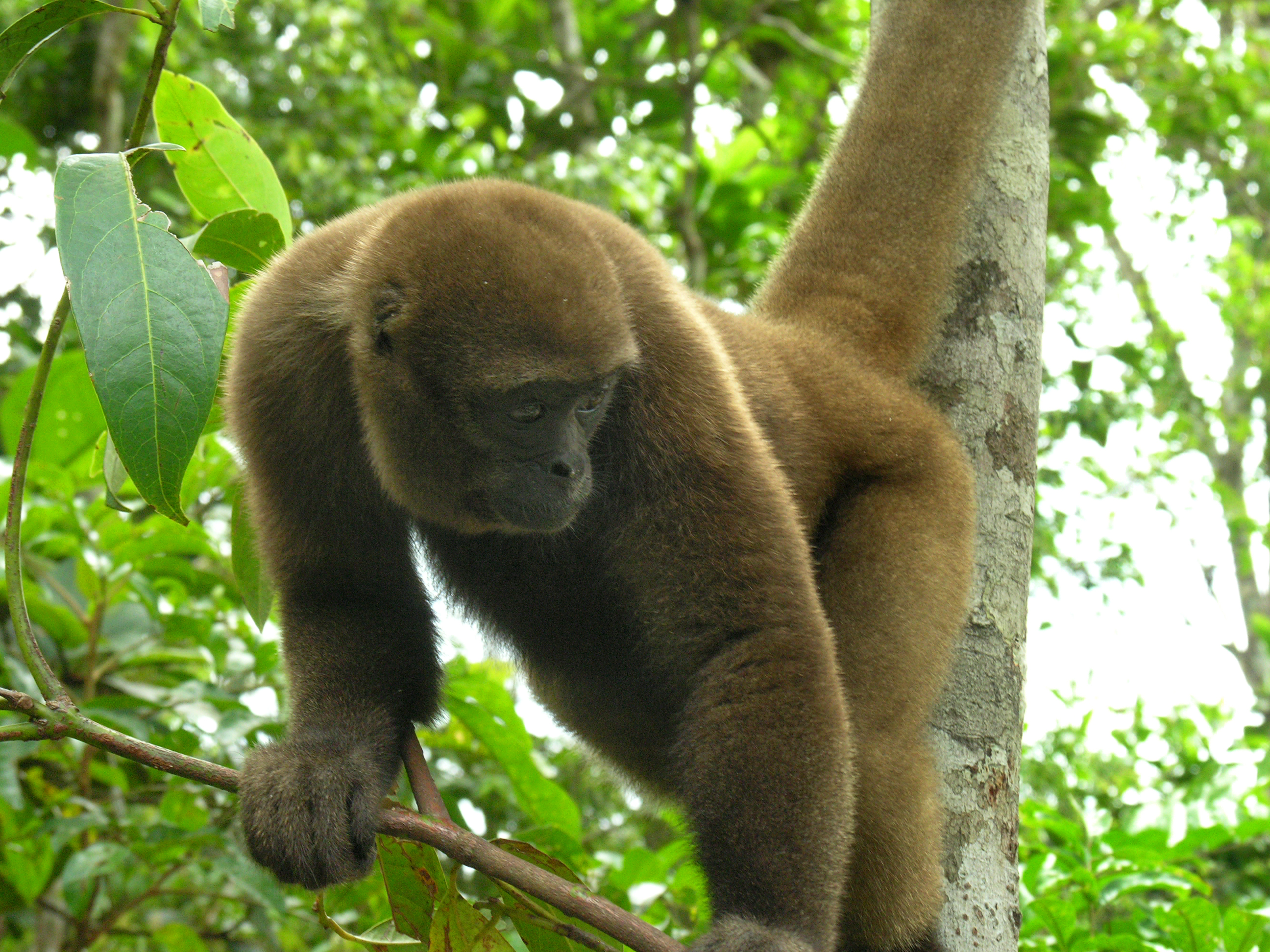
Szürke gyapjasmajom (Lagothrix lagotricha)
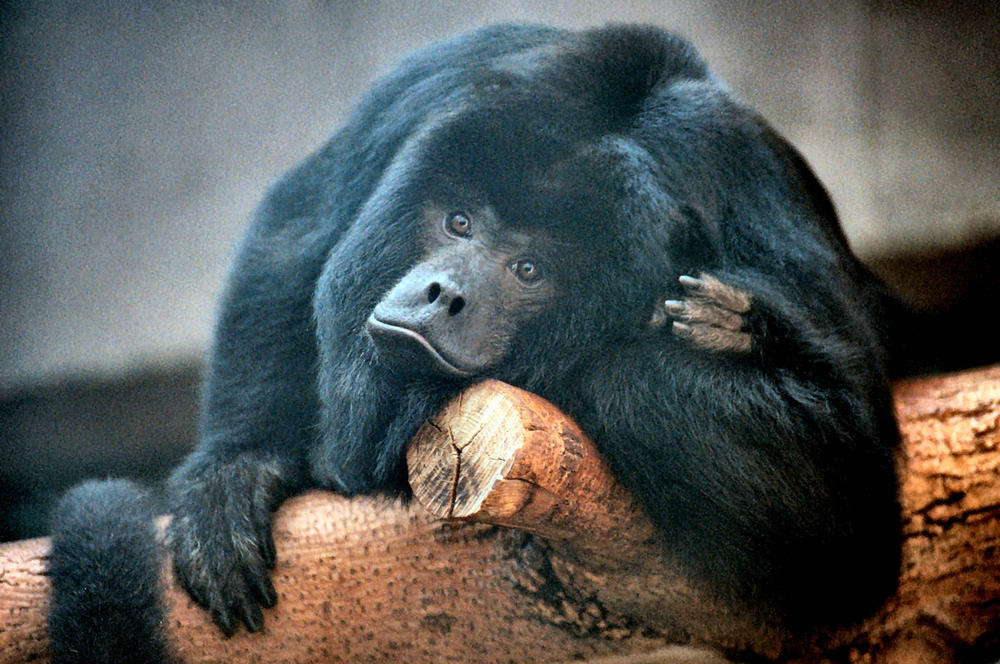
Fekete bőgőmajom (Alouatta caraya) hím
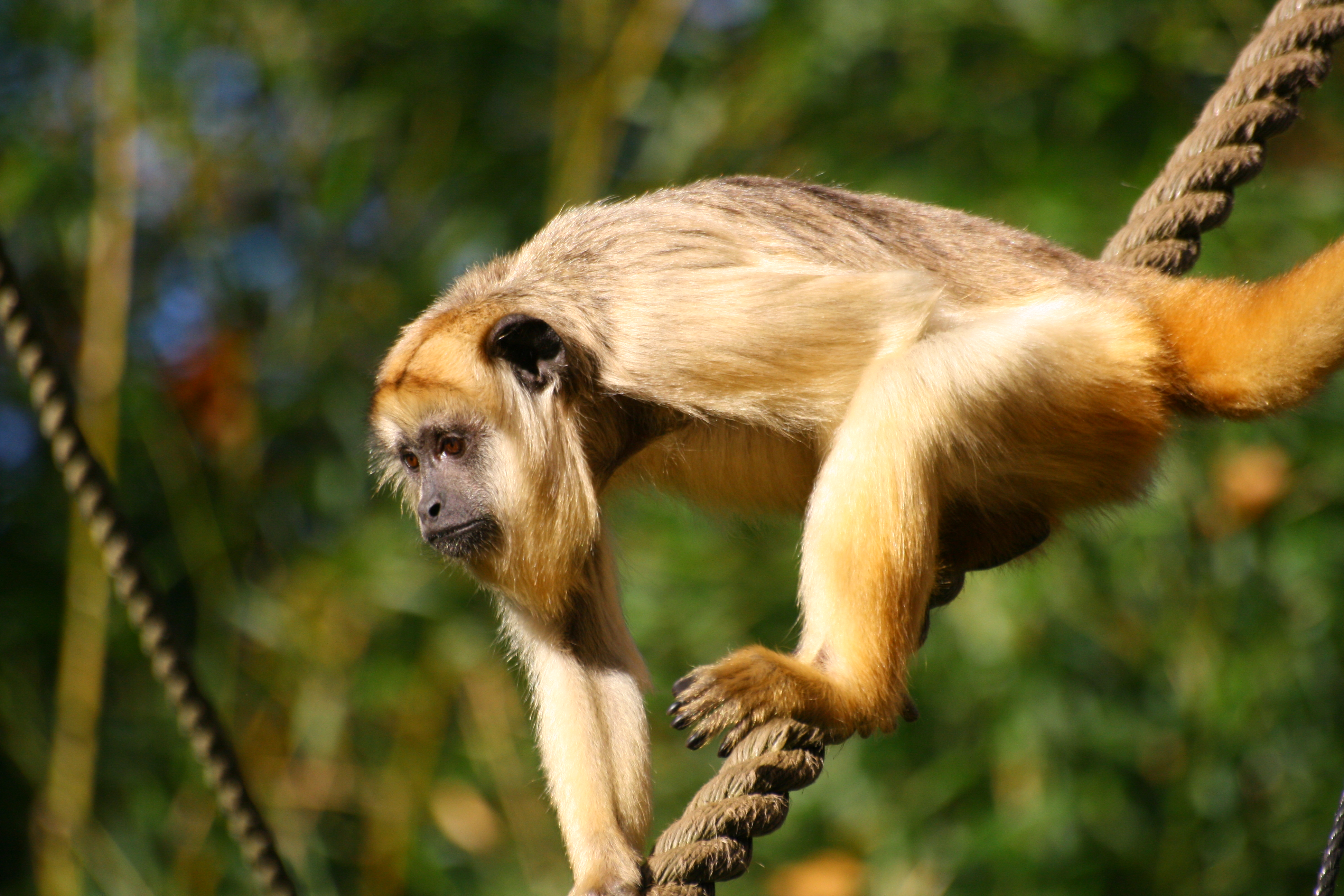
Fekete bőgőmajom (Alouatta caraya) nőstény

### Fordítás
- Ez a szócikk részben vagy egészben  az   Atelidae című angol Wikipédia-szócikk ezen változatának fordításán alapul.  Az eredeti cikk szerkesztőit annak laptörténete sorolja fel. Ez a jelzés csupán a megfogalmazás eredetét és a szerzői jogokat jelzi, nem szolgál a cikkben szereplő információk forrásmegjelöléseként.